# Gambling (commedia)
Gambling è una commedia teatrale scritta da George M. Cohan nel 1929.
Dopo un giro di presentazione del lavoro a Filadelfia, Atlantic City e a Brooklyn, la prima di Broadway si tenne al Fulton Theatre il 26 agosto 1929 con la regia di Sam Forrest. La commedia era interpretata e prodotta da George M. Cohan, anche autore del testo teatrale. Lo spettacolo, che ebbe un totale di 152 recite, chiuse nel gennaio 1930.
Nel 1934, la Fox Film Corporation ne produsse la versione cinematografica adattata per lo schermo dallo stesso Cohan che ne fu l'interprete principale, riprendendo il ruolo che aveva avuto sul palcoscenico.
L'azione, in quattro atti, ha luogo nella casa di Draper a New York: nell'appartamento di Dorothy e Mazie; nella casa da gioco di Draper; nell'ufficio di Knowles.

## Trama

### Trasposizioni cinematografiche
- Gambling, regia di Rowland V. Lee (1934)

## Il cast della prima a Broadway: 26 agosto 1929
- Frank Allen: ospite
- Isabel Baring: Dorothy
- Anna Bell:
- Fred Britton: poliziotto
- Elsie Brown: ospite
- Dan Carey: Lewis
- George M. Cohan: Al Draper
- Manuel Duarte: ospite
- Ernest Fox: Martin
- Mary Fox: cameriera
- William Gillard: Buddy
- Mary Graham: ospite
- Joseph Halsey: assistente
- Harold Healy: Connelly
- Irving Jackson:
- Charles Johnson: Brennan
- Allan Jones: poliziotto
- Harriet Keehn: ospite
- Duke Keeley: Wayne
- George Lamb: poliziotto
- Helen Lambert: ospite
- Jack Leslie: Knowles
- Harry Lillford: Sheridan
- Lorena Lynott: ospite
- Lydia MacMillan: Mrs. Cromley
- Douglas MacPherson: Braddock
- Robert Middlemass: ispettore Freelock
- Edward F. Nannary: capo
- Theodore Newton: Gaylor
- Kathleen Niday : Marie
- Mary Philips: Mazie Fuller
- Carl Reed: poliziotto
- Edmund Reese: ospite
- Neil Stone: Carlysle
- Mark Sullivan: Mason
- Jane Thomas: Miss Daly
- Harry Waterman: ospite
- Earl White: poliziotto
- Gene White: ospite
- Jack Williams: capitano
- Franklin Wills: ospite
- Walter Winn: poliziotto